# Liste von Wortwiederholungen
Die folgende Liste von Wortwiederholungen sammelt bekannte Wortwiederholungen. Aneinanderreihungen gleichartiger Wörter kommen in vielen Sprachen als Stilmittel oder Wortspiele vor. In natürlicher Sprache ist die Länge der Figuren beschränkt, da sonst die Verständlichkeit leidet. Längere Wiederholungen ergeben sich bei Verwendung von Homophonen (gleich klingenden Wörtern), Homographen (gleich geschriebenen Wörtern) oder von Metasprache (Sprache über Sprache). Dann sind beliebig lange grammatisch korrekte Sentenzen möglich.
- Deutsches Beispiel mit Metasprache:

1. Die Firma heißt ‚Müller und Sohn‘.
2. Im ersten Satz steht zwischen ‚Müller‘ und ‚und‘ und ‚und‘ und ‚Sohn‘ jeweils ein Leerzeichen.
3. Im zweiten Satz steht zwischen „Müller“ und ‚und‘ und ‚und‘ und „und“ und „und“ und ‚und‘ und ‚und‘ und „und“ und „und“ und ‚und‘ und ‚und‘ und „Sohn“ jeweils ein Leerzeichen.
4. Usw. mit zunehmender, nach oben unbeschränkter Länge.

Ein ähnlicher Effekt entsteht bei Ausdrücken wie „Der Inder in der Inderin“ oder „Bismarck biss Mark, bis Mark Bismarck biss“, bei denen allerdings keine gleichklingenden Wörter aufeinander folgen, sondern nur dieser Eindruck entsteht, wenn beim Sprechen die Leerzeichen zwischen den Wörtern nicht mehr hörbar sind. Auch Zungenbrecher bestehen meist aus Aneinanderreihungen gleichartiger Wörter, die jedoch aufgrund von kleinen Abweichungen schwierig auszusprechen sind.

## #
- Der japanische Kaiser Saga soll im frühen 9. Jahrhundert den Gelehrten Ono no Takamura mit folgendem Wortspiel getestet haben, ob er es lesen könne: 子子子子子子子子子子子子. Hier ist das Schriftzeichen 子 zwölfmal wiederholt, es wird aber jeweils unterschiedlich gelesen: In der Kun-Lesung ne für das chinesische Tierkreiszeichen der Ratte, in der üblichen Kun-Lesung ko für „Kind“, sowie in der On-Lesung shi bzw. im Wortinneren stimmhaft als ji. Daraus ergibt sich dann neko no ko koneko, shishi no ko kojishi („Das Kind einer Katze ist ein Katzenjunges, das Kind eines Löwen ist ein Löwenjunges“), was mit entsprechenden Schriftzeichen normalerweise als 猫の子子猫、獅子の子子獅子 geschrieben werden würde.
- Zhao Yuanrens Text „Löwen-essender Dichter in der Steinhöhle“ ist in klassischem Chinesisch geschrieben und besteht aus 92 Zeichen, die alle die Lesung shi haben, jedoch mit verschiedenen Tönen.
- Beim Holoreim folgen zwei homophone Verse aufeinander, etwa bei Louise de Vilmorin: « Étonnamment monotone et lasse / est ton âme en mon automne, hélas! » (”Erstaunlich monoton und müde / ist deine Seele in meinem Herbst, o weh!”).[1]

## B

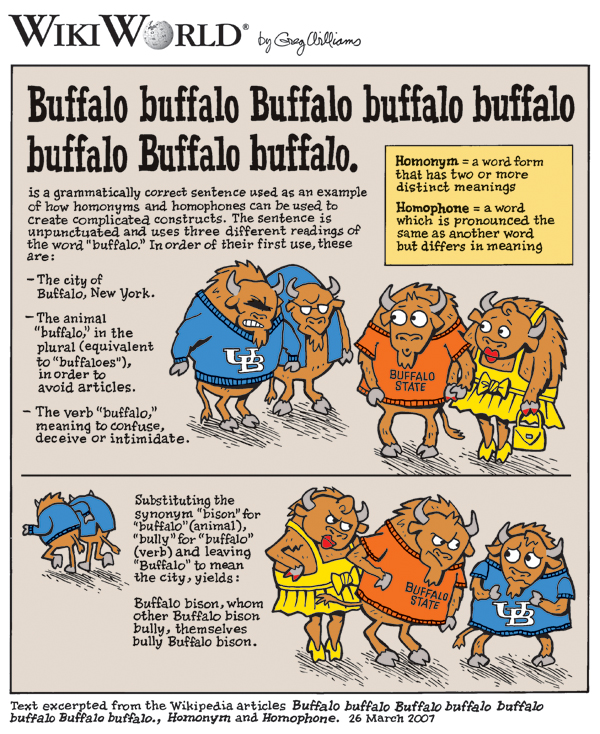
Wortwiederholung im Comic

- „Bar barbar-bar-barbar bar bar barbar-bar-barbar“ (schwedisches Wortspiel), auf Deutsch etwa: „Ein nackter Barbar aus einer Bar für Barbaren trug einen nackten Barbaren aus einer Bar für Barbaren“
- Eine Frau, die Barbara heißt und gern Rhabarberkuchen backt (die Rhabarber-Barbara), führt eine Bar, in der Barbaren gern zu Besuch sind. Diese Gäste nennt man daher die Rhabarber-Barbara-Bar-Barbaren (hierzu gibt es noch weitere Ausschmückungen)[2]
- bla, bla, bla (Wendung in verschiedenen Sprachen)
- „Buffalo buffalo Buffalo buffalo buffalo buffalo Buffalo buffalo“ (englisches Wortspiel)[3]

## C
- „A soup can can can-can; can you?“ (englisches Wortspiel)[3]
- „Wer Cancan kann, kann Cancan.“

## D
- „Der Lehrer meinte, dass das ‚Das‘, das das das grüne Kleid tragende Mädchen an die Tafel geschrieben hatte, falsch sei“ (deutsches Wortspiel mit Metasprache)
- „Die, die die, die die Diebe schützen, anzeigen, werden die Belohnung erhalten.“
- „Er meint, dass das ‚das‘, das du meinst, das ‚dass‘ ist, das mit zwei ‚s‘ geschrieben wird.“
- „Hast du den Duden da?“

## E
- „Wenn Elfen Elfen helfen helfen, helfen Elfen Elfen helfen“ (deutsches Wortspiel)
- „Es, es, es und es“ (deutsches Volkslied)[4]
- „Est! Est!! Est!!!“ (lateinische Phrase)
- „Weil einfach einfach einfach ist“ (deutscher Werbeslogan)[5]
- „Nie ess ich Essig. Ess ich Essig, ess ich Essig im Salat“
- „Eierlegende Eierlegende erreicht Eierlegende“ (ein Eier-legendes legendäres Huhn legt keine Eier mehr (Eierleg-Ende))

## F
- In mehreren skandinavischen Sprachen beginnt ein bekannter Zungenbrecher mit dem Satz „Far, får får får?“ [Vater, bekommen Schafe Schafe?], welcher trotz verschiedener Schreibweisen aus fast gleichklingenden Silben besteht [får, Nomen, dt.: „Schaf“; får, Verb, dt.: „bekommen“; im Satz: Verb - Nomen - Nomen]. Er endet mit der Antwort „Nei, får får ikke får, får får lam.“ [Nein, Schafe bekommen keine Schafe, Schafe bekommen Lämmer.]
- „Wenn hinter Fliegen Fliegen fliegen, fliegen Fliegen Fliegen nach“ (deutsches Wortspiel)

## G
- „Gaga gaga ga ga?“ (koreanisches Wortspiel)
- „Gore gore gore gore“ (kroatisches Wortspiel)
- „Wenn Grillen Grillen grillen, grillen Grillen Grillen“ (deutsches Wortspiel)
- „Wenn hinter Griechen Griechen kriechen, kriechen Griechen Griechen nach“ (deutsches Wortspiel)

## H
- „James, while John had had ‘had’, had had ‘had had’; ‘had had’ had had a better effect on the teacher“ (englisches Wortspiel mit Metasprache)[3]

## K
- „Kossyj s kossoju kossoju kossoju kossoju kossyw“ (Косий з косою косою косою косою косив) (ukrainisches Wortspiel)

## L
- „Die Männer, die vor dem Schokoladenladen Laden laden, laden Ladenmädchen zum Spaziergang ein.“ (deutsches Wortspiel)
- „Lag’s daran, dass der Lachs an der tiefsten Stelle des Laggs angekommen war, oder daran, dass ich lax an den Dämpfen des Lacks geschnuppert hatte?“

## O
- Morgen kommt der Schulrat; ob er aber über Oberammergau oder aber über Unterammergau oder aber überhaupt nicht kommt, das weiß man noch nicht.
- „In wenigen Minuten halten wir in Oldenburg in Oldenburg; in Oldenburg in Oldenburg haben Sie folgende Anschlüsse…“

## R
- „Wenn hinter Robben Robben robben, robben Robben Robben hinterher“ (deutsches Wortspiel)

## S
- „Bu yoğurdu sarımsaklasak da mı saklasak, sarımsaklamasak da mı saklasak?“ (türkisches Wortspiel)
- „Sayang, sayang, sayang sayang sayang. Sayang sayang sayang?“ (malaysisches Wortspiel)
- „Schelle se net an sellere Schelle, selle Schelle schelle net. Schelle se an sellere Schelle, selle Schelle schelle.“ (badisches Wortspiel), bedeutet: „Klingeln sie nicht an dieser Glocke, diese Glocke läutet nicht. Klingeln sie [stattdessen] an dieser Glocke, diese Glocke läutet.“
- „Mit sieben Sieben sieben sieben Zwerge Mehl.“ (deutsches Wortspiel)[1]
- „Si six scies scient six cyprès, six cent six scies scient six cent six cyprès.“ (französisches Wortspiel mit Homophonen), übersetzt: „Wenn sechs Sägen sechs Zypressen sägen, sägen 606 Sägen 606 Zypressen.“

## T
- „Tragen Tragen Tragen, tragen Tragen Tragen“ (deutsches Wortspiel)
- „Si mon tonton tond ton tonton, ton tonton sera tondu.“ (französisches Wortspiel) – Deutsch: „Wenn mein Onkel Deinen Onkel schert, wird Dein Onkel geschoren sein.“[6]

## U
- In Ulm und um Ulm und um Ulm herum.
- „... und, und, und, und, und, und, und, und, und“ (deutscher Titel eines Beitrags im Spiegel)[7]
- Aus dem Quizspiel Trivial Pursuit stammt folgendes Beispiel: Die Frage lautet: „Welcher deutsche Satz enthält neunmal und und ist dennoch richtig?“ Darauf die Antwort: „Zwischen ‚neunmal‘ und ‚und‘ und ‚und‘ und ‚und‘ und ‚und‘ und ‚ist‘ ist je ein Zwischenraum.“

## V
- « Les vers verts levèrent le verre vert vers le ver vert » (französisches Wortspiel: „Die grünen Würmer heben dem grünen Wurm das grüne Glas entgegen.“)[1]

## W
- „Weichen Weichen weichen Weichen, weichen Weichen weichen Weichen.“ (deutsches Wortspiel)
- „Wenn hinter Walzen Walzen walzen, walzen Walzen Walzen hinterher.“ (deutsches Wortspiel)
- „Weißt du, was eine weise weiße Waise weiß?“ (deutsches Wortspiel)
- „Wydrze wydrzę wydrze wydrze wydrze wydrzę“ (polnisches Wortspiel)
- „How much wood would a woodchuck chuck, if a woodchuck would chuck wood?“ (englisches Wortspiel mit Schlagzeugrhythmus)
- wenn du denkst, du denkst, dann denkst du nur, dass du denkst

## Belege
1. 1 2 3   Der Holoreim, In: Blog.Franzoesisch-lernen-online.net
2. ↑  Bodo Wartke: Barbaras Rhabarberbar (feat. Marti Fischer). via YouTube, 13. Dezember 2023.
3. 1 2 3  Eckler, A. Ross (2012): A Soup Can Can Can-Can; Can You? In: Word Ways: Vol. 29: Iss. 2, Article 9.
4. ↑  Es, es, es und es (Memento des Originals vom 22. Januar 2012 im Internet Archive)  Info: Der Archivlink wurde automatisch eingesetzt und noch nicht geprüft. Bitte prüfe Original- und Archivlink gemäß Anleitung und entferne dann diesen Hinweis.
5. ↑  von dem Mobilfunkanbieter Simyo um 2010 verwendet
6. ↑  Varianten: „Si mon tonton tond ton tonton, et ton tonton tond mon tonton, ça fait deux tontons tondus.“ - Wenn mein Onkel deinen Onkel schert und Dein Onkel meinen Onkel schert, macht das zwei geschorene Onkel., sowie: „Ton tonton tond ton thon.“ - Dein Onkel mäht Deinen Thunfisch.
7. ↑  Gerhard Mauz: „... und, und, und, und, und, und, und, und, und“. In: Der Spiegel. Nr. 10, 1988, S. 72–77 (online).